# 대특명 2
《대특명 2》(Missing In Action 2: The Beginning)는 미국에서 제작된 랜스 훌 감독의 1985년 액션, 전쟁 영화이다. 척 노리스 등이 주연으로 출연하였고 요람 글로버스 등이 제작에 참여하였다.

## 출연

### 주연
- 척 노리스

### 조연
- 오순택

## 기타
- 미술: 마이클 보우
- 의상: 포피 캐논-리스